# Наленчув
Нале́нчув (пол. Nałęczów, раніше Nałęczów-Zdrój) — курортне місто в східній Польщі.
Належить до Пулавського повіту Люблінського воєводства.
Частина туристичного трикутника Пулави - Казімеж-Дольни - Наленчув.

## Демографія
Демографічна структура станом на 31 березня 2011 року:
|          | Загалом | Допрацездатний вік | Працездатний вік | Постпрацездатний вік |
| -------- | ------- | ------------------ | ---------------- | -------------------- |
| Чоловіки | 1888    | 362                | 1280             | 246                  |
| Жінки    | 2216    | 363                | 1232             | 621                  |
| Разом    | 4104    | 725                | 2512             | 867                  |